# Liste von Kabel-Eins-Sendungen

Senderlogo von Kabel Eins

Die Liste von Kabel-Eins-Sendungen enthält eine bisher noch unvollständige Aufzählung aller Sendungen und Serien, die bei Kabel Eins bzw. vorher beim Kabelkanal ausgestrahlt werden bzw. wurden.

## Shows/Unterhaltung
- kabel eins Kinotipp, kurze Making-Ofs aktueller Kinofilme
- Mein neues Leben (und: Mein neues Leben – XXL), Doku-Soap (seit 2006)
- Achtung Abzocke, (seit 2015)
- Achtung Kontrolle! – Einsatz für die Ordnungshüter, Doku-Soap (seit 2008)
- Mein Revier – Ordnungshüter räumen auf, Doku-Soap (seit 2009)
- Achtung Kontrolle! – Airport, Doku-Soap (seit 2012)
- Achtung Kontrolle! – Die Topstories der Ordnungshüter, Scripted Reality-Doku (seit 2012)
- Mein Lokal, Dein Lokal – Wo schmeckt’s am besten? Doku-Soap (seit 2013)[1]
- Mein Zuhause, Dein Zuhause – Wer wohnt am schönsten?, Doku-Soap (seit 2013)[2]
- Die Super-Heimwerker (seit 2010)[3]
- Toto & Harry, Doku-Soap (seit 2012)
- Achtung Notaufnahme! (seit 2016)
- Trucker Babes – 400 PS in Frauenhand (seit 2017)

## Magazine
- Abenteuer Alltag – Jetzt bauen wir! (2007–2012)
- Abenteuer Alltag – so leben wir Deutschen, Wissensmagazin
- Abenteuer Auto, Automagazin (2000–2012)
- Abenteuer Leben, Wissensmagazin (seit 2000) (mit Christian Mürau)
- Abenteuer Leben – täglich Wissen, Wissensmagazin (mit Christian Mürau)
- Abenteuer Leben – täglich neu entdecken, Wissensmagazin (mit Christian Mürau)
- Abenteuer Leben – Weekend, Wissensmagazin (seit März 2008)
- K1 Discovery, Wissensmagazin vom Discovery Channel (2005–2013)
- K1 Doku, Dokumentationen (2005–2010)
- K1 Magazin, Magazin (seit 1997)
- K1 Reportage, Reportage (1998–2015)
- Watch Me – Das Kinomagazin, aktuelle Kino-Neustarts (seit 2016)

## Nachrichten
- Kabel1 Nachrichten (1997–1999)
- K1 Nachrichten (1999–2007)
- Kabel Eins News (2007–2023)
- Newstime (seit 2023)

## Spielfilme
Hauptsächlich zeigt Kabel Eins Spielfilme älterer Jahrgänge. Filmklassiker werden unter dem Label Die besten Filme aller Zeiten ausgestrahlt.

## Serien
Das Serien-Programm von Kabel Eins ist zum Großteil von Wiederholungen geprägt. Dennoch sendet und sendete das Programm auch Serien in Free-TV-Erstausstrahlung oder zeigt bzw. zeigte neben der Wiederholung weitere neue Folgen einer bisher schon auf einem anderen Programm begonnenen Serie – diese Serien sind mit einem * gekennzeichnet.

### Derzeit im Programm
- Backstrom, Dramedy-Krimiserie (seit 2015)
- Castle, Dramedy-Krimiserie (seit 2009)
- Cold Case – Kein Opfer ist je vergessen, Krimiserie (seit 2004)
- Eine schrecklich nette Familie, Comedyserie (2003–2012, 2013-)
- Ghost Whisperer – Stimmen aus dem Jenseits *, Mysteryserie (seit 2006)
- Harry’s Law *, Gerichtsserie, (seit 2013)
- Las Vegas *, Dramaserie (2007–2008, 2013–)
- Medium – Nichts bleibt verborgen *, Mysteryserie (2006–2010, 2012, seit 2014)[4]
- Meine wilden Töchter *, Comedyserie (2010–2012, 2013)
- Navy CIS *, Krimiserie (seit 2010)
- Numbers – Die Logik des Verbrechens *, Krimiserie (seit 2009)
- Prime Suspect *, Krimiserie (seit 2013)
- Unsere kleine Farm, Familienserie (1997–2007, 2011–)[5]
- Unforgettable, Dramaserie (seit 2013)

### Vormals im Programm
- Die Bill-Cosby-Show, Comedyserie (2001–2009, 2011–)
- 24, US-Echtzeitserie (2009–2010, Staffel 7 und 8)
- 413 Hope Street – Eine Chance für die Hoffnung *, Dramaserie (2001)
- 77 Sunset Strip, Krimiserie (1999–2004)
- A Gifted Man, Dramaserie (2012)[6]
- Akte X – Die unheimlichen Fälle des FBI, Mysteryserie (2003–2007)
- ALF, Comedyserie (2002–2006)
- Alien Nation, Sci-Fi-Serie (1996 – seit 2007 bei kabel eins classics)
- Alle lieben Raymond, Comedyserie (2005–2007)
- Alle unter einem Dach, Comedyserie (2003–2007)
- Alles außer Liebe *, Comedyserie (1992)
- Angel – Jäger der Finsternis, US-Fantasyserie (2007–2009)
- Auf den Hund gekommen (Dog House) *, kanadische Comedyserie (1992–1995)
- Die Ausgeflippten * (auch Soap – Trautes Heim), Comedyserie (1992)
- Ausgerechnet Chicago, Krimiserie (2001–2006)
- Automan – Der Superdetektiv, Sci-Fi-Serie (1994–1995)
- Babygeflüster *, Comedyserie (1992)
- Baywatch – Die Rettungsschwimmer von Malibu, Actionserie (2002–2005)
- Beastmaster – Herr der Wildnis, Australisch-Kanadische Fantasyserie (2006–2008)
- Bezaubernde Jeannie *, Comedyserie (1997–2005)
- Blue Bloods – Crime Scene New York *, Krimiserie (2012)[7]
- Bonanza *, Westernserie (1997–2004)
- Buffy – Im Bann der Dämonen, Mysteryserie (2006–2008)
- Cagney & Lacey, Krimiserie (2001–2002)
- Carson & Carson *, australische Anwaltsserie (1992)
- Chaos City, Comedyserie (2006–2009)
- Cheers, Comedyserie (2005–2010)
- Chicago Soul *, Krimiserie (1994)
- Chris Cross – Eine Klasse für sich *, kanadische Comedyserie (1995)
- Ein Colt für alle Fälle, Krimiserie (1995–2002)
- Cop Rock *, Krimimusicalserie (1995)
- Dallas, Dramaserie (2004–2006)
- Damages – Im Netz der Macht, Krimiserie (2008)
- D.E.A. – Krieg den Drogen *, Krimiserie (1995)
- Dead At 21 – Tödliche Träume *, Fantasyserie (1995–1997)
- Deckname Stone *, Agentenserie (1995–1996)
- Der Denver-Clan, Dramaserie (2004–2006)
- Diagnose: Mord *, Krimiserie (1996–2005)
- Die Dinos, Puppencomedyserie (2006–2008)
- Doogie Howser, M.D. *, Comedyserie (1993–1995)
- Drei Engel für Charlie *, Krimiserie (1993–2004)
- Ein Duke kommt selten allein *, Actionserie (1992–1994)
- Ein Fall für Batman, Zeichentrickserie (1994)
- Ein Käfig voller Helden *, Comedyserie (1994–2010)
- E.S.U. – Notruf in New York *, Krimiserie (1994–1998)
- Ein Engel auf Erden, Fantasyserie (1994–2005)
- Fantasy Island *, Fantasyserie (1992–2001)
- FBI *, Krimiserie (1992–1998)
- Feds – Das Elitekommando *, australische Krimiserie (1996)
- Flipper *, Abenteuerserie (1994)
- The Forgotten – Die Wahrheit stirbt nie, Krimiserie (2010)
- Frasier *, Comedyserie (1995–1996)
- Friends, Comedyserie (2005–2008)
- Ganz große Klasse *, Comedyserie (1992–1993)
- General Hospital *, Dramaserie (1992–1994)
- Geschichten aus der Schattenwelt *, Mysteryserie (1995–1997)
- Das Gesetz der Straße *, Krimiserie (1996–1999)
- Die glorreichen Sieben *, Westernserie (2001–2002)
- Glückliche Reise *, deutsche Urlaubsserie (1995) – ehem. ProSieben-Eigenproduktion
- Gnadenlose Stadt *, Krimiserie (1992–1999)
- Ein Grieche erobert Chicago, Comedyserie (1992)
- Hallo Mädels *, Englische Comedyserie (1996)
- Happy Days *, Comedyserie (1992–2000)
- Hardcastle & McCormick, Actionserie (1995–2001 – seit 2007 bei kabel eins classics)
- Harry O *, Krimiserie (1994)
- Harrys wundersames Strafgericht, Comedyserie (1992–1997)
- Hart aber herzlich, Krimiserie (1997–2004)
- Hawaii Fünf-Null *, Krimiserie (1993–2003)
- Hercules, Fantasyserie (2004–2006)
- Herzbube mit zwei Damen *, Comedyserie (1992–1997)
- Hey Dad! *, australische Comedyserie (1996–1999)
- High Chaparral *, Westernserie (1992–2001)
- High Incident – Die Cops von El Camino *, Krimiserie (1997–2004)
- Hinterm Mond gleich links, Comedyserie (2006–2007)
- Hotel, Dramaserie (2004)
- Hunter, Krimiserie (1997–1999)
- In geheimer Mission, Krimiserie (1998–2004)
- JAG – Im Auftrag der Ehre, Actionserie (2004–2006, 2008)
- Jake und McCabe – Durch dick und dünn, Krimiserie (1995–2001)
- Jede Menge Familie, Comedyserie (seit 1992–1993, 2005–2008)
- Der Junge vom anderen Stern, Sci-Fi-Serie (1994–1995)
- Justified *, Dramaserie (2012)[8]
- King of Queens *, Comedyserie (seit 2006)
- Der Klient *, Krimiserie (1996–1997)
- Die knallharten Fünf, Krimiserie (1994–1995)
- Kobra, übernehmen Sie *, Krimiserie (1993–2003)
- Kojak – Einsatz in Manhattan, Krimiserie (2006)
- Kommissar Navarro *, französische Krimiserie (1995–1996)
- Der Kopfgeldjäger (auch: Josh), Westernserie (1996–1998)
- Krieg der Welten, Sci-Fi-Serie (1996–1997)
- Kung Fu *, Westernserie (1995–2000)
- Kung Fu – Im Zeichen des Drachen *, Westernserie (1996–2004)
- Land’s End – Ein heißes Team für Mexiko *, Krimiserie (1997)
- Life on Mars – Gefangen in den 70ern *, Krimiserie (2007–2009)
- Lobón – Wilderer der Sierra *, spanische Abenteuerserie (1992)
- LOST, Mysteryserie (2010)
- Love Boat – Auf zu neuen Ufern *, Urlaubsserie (2002)
- MacGyver, Actionserie (2000–2005, 2008)
- M*A*S*H *, Comedyserie (1992–2007)
- Der Mann vom anderen Stern, Sci-Fi-Serie (1994)
- Madame’s *, Puppencomedyserie (1992–1998)
- Make-Up und Pistolen *, Krimiserie (1992–2001)
- Der Mann aus Atlantis, (auch Der Mann aus dem Meer), Sci-Fi-Serie (1997–2002)
- Männerwirtschaft, Comedyserie (2002)
- Mannix *, Krimiserie (1992–1997)
- Die Maske *, Actionserie (1995)
- Matlock *, Krimiserie (1995–2004)
- Max Headroom, Sci-Fi-Serie (1994–1998)
- Mein lieber Biber *, Comedyserie (1994)
- Miami Vice, Krimiserie (2006–2007)
- Mini-Max *, Comedyserie (1994–2009)
- Missing – Verzweifelt gesucht *, Krimiserie (2005–2008, 2010)
- Mr. Ed *, Comedyserie (1992–1998)
- Mit Schirm, Charme und Melone, englische Krimiserie (2003)
- Das Model und der Schnüffler, Krimiserie (2003–2007)
- Mondbasis Alpha 1, Englische Sci-Fi-Serie (1992–1994)
- Mord ohne Spuren *, Krimiserie (1994)
- Mork vom Ork *, Comedyserie (1992, 2005)
- Moritz Kowalski *, Krimiserie (1997) – eigentlich eine ProSieben-Eigenproduktion, die jedoch dort nie ausgestrahlt wurde
- Morton und Hayes – Zwei geniale Komiker *, englische Comedyserie (1992)
- Mr. Belvedere, Comedyserie (1994–1995)
- Die Muppet-Show, Puppencomedyserie (1992–1996)
- Murphy Brown *, Comedyserie (1992–1994)
- Nachtschicht mit John *, Comedyserie (1995)
- Neon Rider *, Krimiserie (1994)
- New York Cops – NYPD Blue, Krimiserie (1997–2004)
- New York News – Jagd auf die Titelseite *, Reporterserie (1997)
- Nicht gleich beim ersten Mal *, Comedyserie (1992)
- Der Notarzt von der Tiberinsel * (auch: Der Notarzt – Rettungseinsatz in Rom), italienische Arztserie (1994)
- Die Notärztin * (auch: Immer im Einsatz – Die Notärztin), Arztserie (1996) – ehemalige ProSieben-Eigenproduktion
- Odyssee ins Traumland *, kanadische Fantasyserie (1995)
- Outer Limits – Die unbekannte Dimension *, Mysteryserie (2004–2007, 2009)
- Paarweise glücklich *, Comedyserie (1992–1995)
- Paradise – Ein Mann, ein Colt, vier Kinder *, Westernserie (1992–1995)
- Pensacola – Flügel aus Stahl, Actionserie (2000–2003)
- Perry Mason *, Krimiserie (1998–2004)
- Petrocelli, Krimiserie (2004)
- Police Story – Immer im Einsatz * (auch: L.A. Police), Krimiserie (1995–1999)
- Der Polizeichef *, Krimiserie (1996–2004)
- Polizeirevier Hill Street, Krimiserie (1994)
- Primeval – Rückkehr der Urzeitmonster, Mysteryserie (2010)
- Die Profis, Englische Krimiserie (1995–2005)
- Quincy, US-Krimiserie (2010–2011)
- Rauchende Colts *, Westernserie (1997)
- Raumschiff Enterprise, Sci-Fi-Serie (2002–2010)
- Raumschiff Enterprise: Das nächste Jahrhundert, Sci-Fi-Serie (2003–2007; 2009–2010)
- Relic Hunter – Die Schatzjägerin, Abenteuerserie (2007–2008)
- Remington Steele, Krimiserie (1998–2001)
- Reno 911! *, Comedyserie (2004)
- Revelations – Die Offenbarung *, Dreiteilige Mysteryreihe (2007, 2008)
- Robot Wars *, Spielshow (2016)
- Roseanne, Comedyserie (2002–2009)
- Rules of Engagement (2009–2010)
- Saat des Hasses *, Spanische Dramaserie (1992)
- Die Schöne und das Schlitzohr *, Krimiserie (1994)
- Die Seaview – In geheimer Mission * (auch: Mission Seaview), Sci-Fi-Serie (1999–2000)
- Seinfeld *, Comedyserie (1995–2006)
- Der Sentinel – Im Auge des Jägers, Krimiserie (2002–2004)
- Southland *, Krimiserie (2012–2013)[9]
- Seven Days – Das Tor zur Zeit *, Sci-Fi-Serie (2003–2008)
- The Shield – Gesetz der Gewalt, Krimiserie (2007)
- Simon Templar, Englische Krimiserie (2002–2003)
- Skippy, das Buschkänguruh *, australische Abenteuerserie (2002–2005)
- Sliders – Das Tor in eine fremde Dimension, Sci-Fi-Serie (2007–2009)
- Southland *, Krimiserie (2012–2013)[10]
- Special Unit 2 – Die Monsterjäger, Fantasyserie (2006)
- Küß’ mich, John * (auch: Wer küsst Daddy?, auch: Staatsaffären), Comedyserie (1996)
- Star Trek: Deep Space Nine, Sci-Fi-Serie (2004, 2010)
- Star Trek: Raumschiff Voyager, Sci-Fi-Serie (2004–2010)
- Star Trek: Enterprise, Sci-Fi-Serie (2009–2010)
- Starsky & Hutch, Krimiserie (1995–2003)
- Die Straßen von San Francisco *, Krimiserie (1994–2004)
- Super Force *, Sci-Fi-Serie (1995–1998)
- Superboy, Fantasyserie (1995–1998)
- Superhuman Samurai Syber Squad *, Actionserie (1996–1998)
- Superman – Die Abenteuer von Lois & Clark, Fantasyserie (2002–2007)
- T.J. Hooker *, Krimiserie (1994–2001)
- Tarzan, Abenteuerserie von 1966 (1992–1999)
- Tarzan, Abenteuerserie von 1991 (1996)
- Tausend Meilen Staub, Westernserie (2000–2002)
- Taxi, Comedyserie (2007–2009)
- Teenage Werewolf, kanadische Fantasyserie (2005–2009)
- Thunderbirds, Englische Marionetten-Sci-Fi-Serie (1995)
- Time Trax – Zurück in die Zukunft, Sci-Fi-Serie (2001–2002)
- Time Tunnel, Sci-Fi-Serie (1998–1999)
- Tom Bell – Ihr Mann in Washington *, Politserie (1994)
- Trio mit vier Fäusten, Krimiserie (2000–2002)
- TV 101, Dramaserie (1994)
- Twin Peaks, Mysteryserie (2003)
- Two and a Half Men, Comedyserie (2009–2012)[11]
- Die Unbestechlichen (auch: Chicago 1930), Krimiserie von 1959 (1992, 2003–2004)
- Die Unbestechlichen, Krimiserie von 1993 (1994–1995)
- Unser lautes Heim, Comedyserie (1997–1998)
- Unter Brüdern *, Comedyserie (1992–1993)
- V – Die außerirdischen Besucher kommen, Sci-Fi-Serie (1995–1996)
- Vater ist der Beste *, Comedyserie (1992–1998)
- Vegas, Krimiserie (1998–2003)
- Verliebt in eine Hexe, Comedyserie (1996–2005)
- Verschollen zwischen fremden Welten *, Sci-Fi-Serie (1992)
- Viper, Actionserie (1996–2005)
- Die Waltons *, Dramaserie (2004–2005)
- Working Girl – Die Waffen der Frauen *, Comedyserie (1992)
- What’s Up, Dad?, Comedyserie (2001–2005; 2009–2011)
- Was ist los mit Alex Mack? *, Fantasyserie (1995–1996)
- Wer ist hier der Boss?, Comedyserie (1996–1997, 2004, 2009–2010)
- White Fang *, Kanad.-frz.-neuseeländ. Familienserie (1996)
- Without a Trace – Spurlos verschwunden *, Krimiserie (2004–2013)[12]
- Wilhelm Tell – Kämpfer der Gerechtigkeit *, Abenteuerserie (1992)
- Die wilden Siebziger, Comedyserie (2007–2012)
- Xena – Die Kriegerprinzessin, Fantasyserie (2004–2007)
- Zorro – Der schwarze Rächer, Abenteuerserie (1996–1998)
- Zur Kasse, Schätzchen! *, Comedyserie (1992)
- Die 2, Englische Krimiserie (1994–2003)
- Zwei schräge Vögel *, Comedyserie (1992)

## Sport
- ran – Fußball: UEFA Europa League, bis zu zwei Spiele der UEFA Europa League pro Spieltag; Moderator: Matthias Killing (seit 2010)
- ran – Racing: Autosportveranstaltung; unter anderem ADAC GT Masters (seit 2011), Kommentar: Jacques Schulz
- ran – Boxen: Boxversanstaltung (seit 2012)
- ran – Basketball: BBL, sonntags bis zu zehn Spiele der Basketball-Bundesliga pro Spieltag (2012–2013), Kommentar: Frank Buschmann

## Kinderprogramm
Samstag vormittags werden Zeichentrickserien vom Nickelodeon übernommen. Am Sonntag sind morgens Zeichentrickserien von Jetix im Programm, vormittags gibt es eine Disney-Zeichentrickschiene. Zuvor hatte Der Kabelkanal/Kabel 1 von 16. Januar 1993 bis 1. April 1998 sehr erfolgreich die ehemalige Tele-5-Kindersendung Bim Bam Bino im Programm. Ab dem 18. April 1994 bis 27. Dezember 1997 kam dann die erste interaktive Kindersendung „Die Hugo Show“ im Kabelkanal/Kabel 1, in dem Kinder und auch Erwachsene über das Telefon Live mitspielen konnten.

## Ehemalige Eigenproduktionen
- Abenteuer Ferne, Dokumagazin (2002–2007)
- Abenteuer Natur, Naturmagazin (2002–2007)
- Achtung Messies! Deutschland räumt auf, Doku-Soap (2011, 4 Folgen)[13]
- Das Afrika-Abenteuer, Doku-Soap (2005)
- Auf Dübel komm raus – Die Handwerker kommen, Doku-Soap (2004–2005)
- Best of Formel Eins und Best of Formel Eins – Die Show (2004–2007)
- Bim Bam Bino, Kinderprogramm (1993–1998) mit Gundis Zámbó (16. Januar 1993 bis 3. August 1993), Sonja Zietlow (4. August 1993 bis 1995), Alexa Hennig von Lange (1995 bis 1. April 1998)
- BIZZ, Magazin (2006–2007)
- Der Comedy-Flüsterer, Comedyshow mit Mike Krüger (2007)
- Die Torten-Tuner – Wir backen das (2012, 6 Folgen)[14]
- Cúlt, Infotainmentmagazin (1994–1995)
- Das Fast Food-Duell – Spitzenkoch gegen Lieferservice, Doku-Soap (2007–2009)
- Darf man das?, Comedyshow mit Ingolf Lück
- Der Glücksvollzieher, Doku-Soap mit Tetje Mierendorf (2007)
- Dingsda, Rateshow mit Thomas Ohrner (2001–2002)
- Familie hin – Familie her. Wir tauschen unser Leben, Doku-Soap (2004)
- Fiktiv – Das einzig wahre Magazin mit Peer Augustinski (1998–2000)
- Geh aufs Ganze, Quizshow (2000–2003)
- Glücksrad, Quizshow (1998–2002)
- Helden der Kreisklasse – Eine Frage der Ehre (auch: Unser Fußballclub – Helden der Kreisklasse), Realityshow (2005–2006)
- Hagen hilft!, Reality-TV (2008–2009)
- Hexana, interaktive Gameshow und Spin-Off der Hugo Show (1997)
- Die Hugo Show, interaktive Gameshow mit Minh-Khai Phan-Thi, Sonja Zietlow und Judith Hildebrandt (1994–1997)
- Inside USA, Doku-Soap (2003–2006)
- J-Game, Spielshow (2004)
- Jung, ledig, sucht, Kuppelshow (1996)
- K1 Extra, Magazin (1999–2007)
- K1 Journal, Magazin (2003–2007)
- Lifeguide, Magazin mit Bettina Rust (1995)
- Männer allein daheim, Doku-Soap (2007, 2009)[15]
- Mitgelacht! Das Lustigste aus aller Welt, Comedyshow (2007)
- Opas letzter Wille, „Erbschleicher“-Show (2004)
- Promi-Quiz Taxi, Rateshow mit Thomas Hackenberg (2007–2008, 2012)
- Quiz Taxi, Rateshow mit Thomas Hackenberg (2006–2008)
- Quiz Tour, Rateshow mit Olli Briesch (2007)
- Raus aus dem Messie-Chaos – rein ins Leben, Doku-Soap (2011–2012, 10 Folgen in 2 Staffeln)[16]
- Reklame! – Die Klassiker der Werbung, Comedyshow mit Ruth Moschner und Roland Baisch (2003–2007)
- Rosins Restaurants, Doku-Soap (2009–2010, 2011, 2012, 2013)
- Stunde der Sterne, Astro-Call-in-Show (2006–2007)
- Stellungswechsel: Job bekannt, fremdes Land, Doku-Soap (2011–2012)
- Die strengsten Eltern der Welt Doku-Soap (2009–2011)
- The Biggest Loser, Spielshow (2010–2011)
- Top 10 TV – Die besten … (2005)
- Troubleshooter – Die Problemlöser, Realityshow (2004)
- Unser Bauernhof – Hilfe, die Großstädter kommen, Doku-Soap (2004)[17]
- Was bin ich?, Quizshow (2000–2005)
- Was macht eigentlich …, Dokureihe (2002–2003)
- Weißt du noch? – Das Retroquiz, Quiz mit Karl Dall (2003–2004)
- Werbung! – Das Beste aus aller Welt, Comedyshow (2005)
- Wir leben in der Ferne!, (2007)